# 卡斯托尔和波吕克斯神庙
41°53′29.88″N 12°29′8.74″E / 41.8916333°N 12.4857611°E
卡斯托尔和波吕克斯神庙（義大利語：Tempio dei Dioscuri）是罗马市古罗马广场的一座古代建筑，是为了感谢赢得里吉洛斯湖战役（前495年）而建。卡斯托尔和波吕克斯是宙斯和斯巴达王后丽达（Leda）所生的孪生子，对其崇拜从希腊经大希腊和意大利南部的希腊文化传入罗马。